# Raranimus dashankouensis
Raranimus dashankouensis è un tetrapode estinto, appartenente ai terapsidi. Visse nel Permiano medio (circa 270 milioni di anni fa). I suoi resti fossili sono stati ritrovati in Cina. È considerato il più primitivo rappresentante dei terapsidi.

## Descrizione
Conosciuto per un teschio parziale, questo animale doveva essere molto simile ai suoi antenati sfenacodonti (tra cui il ben noto Dimetrodon). Gli incisivi erano incurvati, mentre i canini particolarmente lunghi erano seghettati lungo il margine posteriore. La presenza di due canini funzionali è caratteristica degli sfenacodonti e non è riscontrata in nessun altro terapside noto. In ogni caso, la forma lunga e sottile dei canini è un carattere derivato proprio dei terapsidi, dal momento che i canini degli sfenacondonti erano più massicci. I precanini erano piccoli e seghettati anteriormente, come in Dimetrodon e Tetraceratops. La regione del palato, inoltre, mostra caratteristiche riscontrate nei successivi terapsidi dinocefali.

## Classificazione

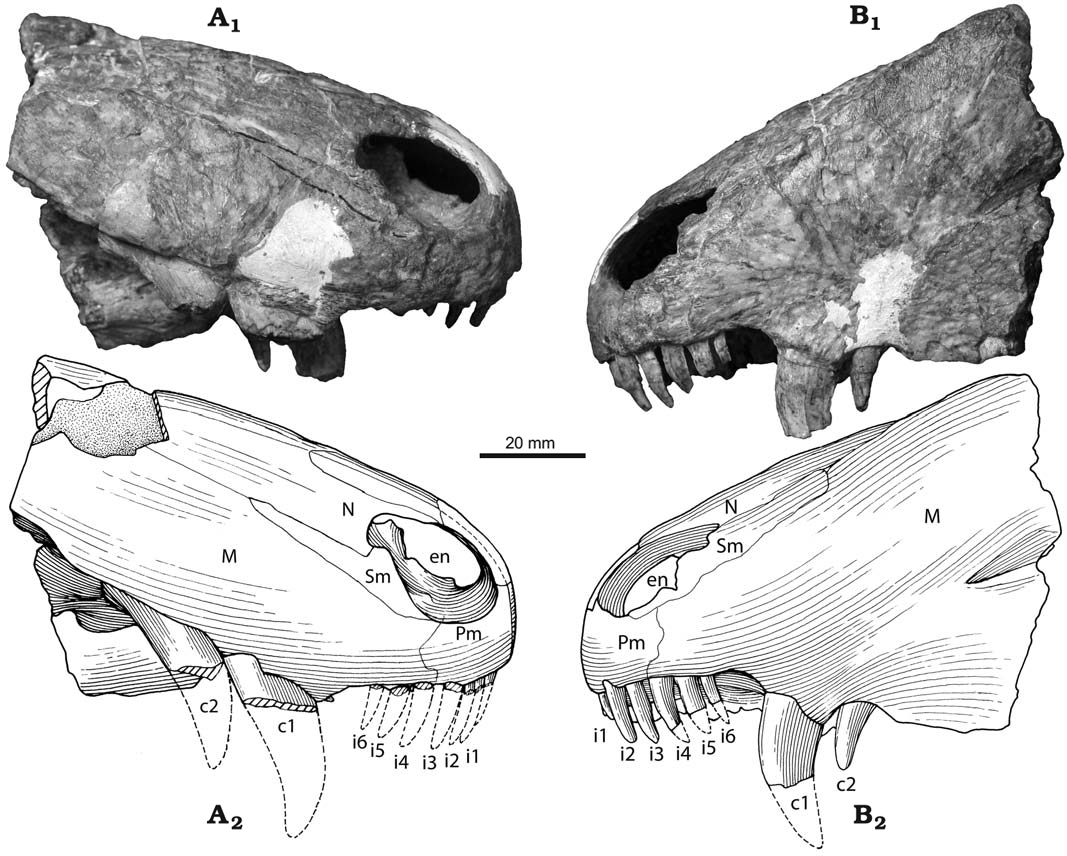
Fossile della mascella di Raranimus

Il raranimo è stato descritto per la prima volta nel 2009, sulla base di un ritrovamento effettuato nel 1998 nella regione del Gansu. Il fossile risale al piano Roadiano del Permiano medio. Gli sfenacodonti erano comuni a fine Permiano inferiore, ma si estinsero subito dopo; i terapsidi, invece, non apparvero fino al Permiano medio (limite Roadiano-Wordiano). Lo iato temporale tra questi due eventi è noto come "Olson's Gap", e rappresenta il periodo in cui i terapsidi devono essersi evoluti. Per questo motivo il fossile di Raranimus, un terapside primitivo proveniente da questo periodo, è fondamentale nel capire l'evoluzione dei terapsidi. Di recente sono stati rinvenuti alcuni fossili di terapsidi a colmare questo iato, come Sinophoneus, Biseridens e Stenocybus.